# Shawn Mendes: The Tour
Shawn Mendes: The Tour è il terzo tour mondiale del cantante canadese Shawn Mendes, a supporto del suo terzo album in studio Shawn Mendes (2018).
Il tour è iniziato ad Amsterdam il 7 marzo 2019 e si è concluso a Città del Messico il 21 dicembre dello stesso anno. Le date americane ed europee del tour sono state svelate l'8 maggio 2018, mentre quelle australiane e sudamericane sono state annunciate rispettivamente il 27 luglio 2018 e il 16 gennaio 2019. Le date del tour in Asia sono state annunciate il 23 aprile 2019.

## Scaletta
Questa è la scaletta del concerto del 7 marzo 2019 ad Amsterdam, non è pertanto rappresentativa di tutti i concerti.
1. "Lost in Japan"
2. "There's Nothing Holdin' Me Back"
3. "Nervous"
4. "Stitches"
5. "I Know What You Did Last Summer" / "Mutual"
6. "Bad Reputation"
7. "Never Be Alone"
8. "Life of the Party
9. "When You're Ready"
10. "Like To Be You"
11. "Ruin"
12. "Treat You Better"
13. "Particular Taste"
14. "Where Were You in the Morning?"
15. "Fallin' All in You"
16. "Youth"
17. "Why"
18. "Mercy"
19. "Fix You" (Coldplay Cover) / "In My Blood"

## Date del tour
| Data              | Città             | Stato         | Luogo                                  | Artisti d'apertura | Biglietti venduti / Biglietti disponibili | Incasso     |
| Europa            | Europa            | Europa        | Europa                                 | Europa             | Europa                                    | Europa      |
| ----------------- | ----------------- | ------------- | -------------------------------------- | ------------------ | ----------------------------------------- | ----------- |
| 7 marzo 2019      | Amsterdam         | Paesi Bassi   | Ziggo Dome                             | Alessia Cara       | 24,089 / 24,089                           | $1,551,804  |
| 8 marzo 2019      | Amsterdam         | Paesi Bassi   | Ziggo Dome                             | Alessia Cara       | 24,089 / 24,089                           | $1,551,804  |
| 10 marzo 2019     | Anversa           | Belgio        | Sportpaleis                            | Alessia Cara       | 15,879 / 15,879                           | $1,017,923  |
| 11 marzo 2019     | Berlino           | Germania      | Mercedes-Benz Arena                    | Alessia Cara       | 11,892 / 11,892                           | $831,070    |
| 13 marzo 2019     | Oslo              | Norvegia      | Oslo Spektrum                          | Alessia Cara       | 6,683 / 6,683                             | $510,895    |
| 15 marzo 2019     | Stoccolma         | Svezia        | Ericsson Globe                         | Alessia Cara       | 12,174 / 12,174                           | $712,062    |
| 16 marzo 2019     | Copenaghen        | Danimarca     | Royal Arena                            | Alessia Cara       | 13,297 / 13,297                           | $1,194,461  |
| 18 marzo 2019     | Colonia           | Germania      | Lanxess Arena                          | Alessia Cara       | 14,431 / 14,431                           | $834,946    |
| 19 marzo 2019     | Parigi            | Francia       | AccorHotels Arena                      | Alessia Cara       | 12,733 / 12,733                           | $874,099    |
| 21 marzo 2019     | Monaco di Baviera | Germania      | Olympiahalle                           | Alessia Cara       | 11,257 / 11,257                           | $790,944    |
| 23 marzo 2019     | Bologna           | Italia        | Unipol Arena                           | Alessia Cara       | 8,993 / 8,993                             | $682,237    |
| 24 marzo 2019     | Torino            | Italia        | Pala Alpitour                          | Alessia Cara       | 10,000 / 10,000                           | $675,695    |
| 26 marzo 2019     | Barcellona        | Spagna        | Palau Sant Jordi                       | Alessia Cara       | 15,845 / 15,845                           | $914,678    |
| 28 marzo 2019     | Lisbona           | Portogallo    | Altice Arena                           | Alessia Cara       | 12,766 / 12,766                           | $686,953    |
| 30 marzo 2019     | Montpellier       | Francia       | Sud de France Arena                    | Alessia Cara       | 8,146 / 8,146                             | $521,643    |
| 31 marzo 2019     | Zurigo            | Svizzera      | Hallenstadion                          | Alessia Cara       | 10,795 / 10,795                           | $925,527    |
| 2 aprile 2019     | Cracovia          | Polonia       | Tauron Arena Kraków                    | Alessia Cara       | 13,895 / 13,895                           | $944,257    |
| 3 aprile 2019     | Vienna            | Austria       | Wiener Stadthalle                      | Alessia Cara       | 10,445 / 10,445                           | $636,858    |
| 6 aprile 2019     | Glasgow           | Scozia        | SSE Hydro                              | Alessia Cara       | 11,041 / 11,041                           | $747,198    |
| 7 aprile 2019     | Manchester        | Inghilterra   | Manchester Arena                       | Alessia Cara       | 14,783 / 14,783                           | $966,680    |
| 9 aprile 2019     | Birmingham        | Inghilterra   | Arena Birmingham                       | Alessia Cara       | 12,614 / 12,614                           | $818,790    |
| 10 aprile 2019    | Leeds             | Inghilterra   | First Direct Arena                     | Alessia Cara       | 10,610 / 10,610                           | $697,433    |
| 13 aprile 2019    | Dublino           | Irlanda       | 3Arena                                 | Alessia Cara       | 16,877 / 16,877                           | $1,745,715  |
| 14 aprile 2019    | Dublino           | Irlanda       | 3Arena                                 | Alessia Cara       | 16,877 / 16,877                           | $1,745,715  |
| 16 aprile 2019    | Londra            | Regno Unito   | The O2 Arena                           | Alessia Cara       | 49,386 / 49,386                           | $3,345,197  |
| 17 aprile 2019    | Londra            | Regno Unito   | The O2 Arena                           | Alessia Cara       | 49,386 / 49,386                           | $3,345,197  |
| 19 aprile 2019    | Londra            | Regno Unito   | The O2 Arena                           | Alessia Cara       | 49,386 / 49,386                           | $3,345,197  |
| Nord America      |                   |               |                                        |                    |                                           |             |
| 12 giugno 2019    | Portland          | Stati Uniti   | Moda Center                            | Alessia Cara       | 12,527 / 12,527                           | $957,614    |
| 14 giugno 2019    | Vancouver         | Canada        | Rogers Arena                           | Alessia Cara       | 13,788 / 13,788                           | $1,025,320  |
| 16 giugno 2019    | Edmonton          | Canada        | Rogers Place                           | Alessia Cara       | 13,734 / 13,734                           | $1,033,430  |
| 17 giugno 2019    | Saskatoon         | Canada        | SaskTel Centre                         | Alessia Cara       | 11,878 / 11,878                           | $889,481    |
| 19 giugno 2019    | Winnipeg          | Canada        | Bell MTS Place                         | Alessia Cara       | 10,681 / 10,681                           | $976,945    |
| 21 giugno 2019    | Saint Paul        | Stati Uniti   | Xcel Energy Center                     | Alessia Cara       | 13,891 / 13,891                           | $1,098,103  |
| 22 giugno 2019    | Des Moines        | Stati Uniti   | Wells Fargo Arena                      | Alessia Cara       | 12,176 / 12,176                           | $677,199    |
| 24 giugno 2019    | Grand Rapids      | Stati Uniti   | Van Andel Arena                        | Alessia Cara       | 10,328 / 10,328                           | $738,728    |
| 25 giugno 2019    | Milwaukee         | Stati Uniti   | Fiserv Forum                           | Alessia Cara       | 10,512 / 10,512                           | $677,818    |
| 27 giugno 2019    | Rosemont          | Stati Uniti   | Allstate Arena                         | Alessia Cara       | 25,445 / 25,445                           | $1,804,336  |
| 28 giugno 2019    | Rosemont          | Stati Uniti   | Allstate Arena                         | Alessia Cara       | 25,445 / 25,445                           | $1,804,336  |
| 30 giugno 2019    | St. Louis         | Stati Uniti   | Enterprise Center                      | Alessia Cara       | 12,868 / 12,868                           | $818,945    |
| 2 luglio 2019     | Denver            | Stati Uniti   | Pepsi Center                           | Alessia Cara       | 12,260 / 12,260                           | $817,707    |
| 5 luglio 2019     | Los Angeles       | Stati Uniti   | Staples Center                         | Alessia Cara       | 26,517 / 26,517                           | $2,038,588  |
| 6 luglio 2019     | Los Angeles       | Stati Uniti   | Staples Center                         | Alessia Cara       | 26,517 / 26,517                           | $2,038,588  |
| 8 luglio 2019     | San Diego         | Stati Uniti   | Pechanga Arena                         | Alessia Cara       | 10,469 / 10,469                           | $766,271    |
| 9 luglio 2019     | Glendale          | Stati Uniti   | Gila River Arena                       | Alessia Cara       | 13,082 / 13,082                           | $980,179    |
| 11 luglio 2019    | Sacramento        | Stati Uniti   | Golden 1 Center                        | Alessia Cara       | 12,369 / 12,369                           | $944,306    |
| 13 luglio 2019    | Oakland           | Stati Uniti   | Oracle Arena                           | Alessia Cara       | 25,953 / 25,953                           | $1,848,135  |
| 14 luglio 2019    | Oakland           | Stati Uniti   | Oracle Arena                           | Alessia Cara       | 25,953 / 25,953                           | $1,848,135  |
| 16 luglio 2019    | Salt Lake City    | Stati Uniti   | Vivint Smart Home Arena                | Alessia Cara       | 10,918 / 10,918                           | $817,950    |
| 19 luglio 2019    | Kansas City       | Stati Uniti   | Sprint Center                          | Alessia Cara       | 12,596 / 12,596                           | $861,972    |
| 20 luglio 2019    | Tulsa             | Stati Uniti   | BOK Center                             | Alessia Cara       | 11,767 / 11,767                           | $806,154    |
| 22 luglio 2019    | Dallas            | Stati Uniti   | American Airlines Center               | Alessia Cara       | 13,193 / 13,193                           | $982,510    |
| 23 luglio 2019    | San Antonio       | Stati Uniti   | AT&T Center                            | Alessia Cara       | 13,227 / 13,227                           | $957,049    |
| 25 luglio 2019    | Houston           | Stati Uniti   | Toyota Center                          | Alessia Cara       | 11,758 / 11,758                           | $869,326    |
| 27 luglio 2019    | Tampa             | Stati Uniti   | Amalie Arena                           | Alessia Cara       | 13,101 / 13,101                           | $939,458    |
| 28 luglio 2019    | Miami             | Stati Uniti   | American Airlines Arena                | Alessia Cara       | 13,393 / 13,393                           | $1,009,350  |
| 30 luglio 2019    | Orlando           | Stati Uniti   | Amway Center                           | Alessia Cara       | 13,105 / 13,105                           | $971,112    |
| 31 luglio 2019    | Atlanta           | Stati Uniti   | State Farm Arena                       | Alessia Cara       | 11,312 / 11,312                           | $838,898    |
| 2 agosto 2019     | Nashville         | Stati Uniti   | Bridgestone Arena                      | Alessia Cara       | 13,839 / 13,839                           | $1,026,276  |
| 3 agosto 2019     | Louisville        | Stati Uniti   | KFC Yum! Center                        | Alessia Cara       | 15,040 / 15,040                           | $954,396    |
| 5 agosto 2019     | Detroit           | Stati Uniti   | Little Caesars Arena                   | Alessia Cara       | 13,297 / 13,297                           | $1,006,441  |
| 6 agosto 2019     | Pittsburgh        | Stati Uniti   | PPG Paints Arena                       | Alessia Cara       | 13,241 / 13,241                           | $985,008    |
| 10 agosto 2019    | Newark            | Stati Uniti   | Prudential Center                      | Alessia Cara       | 24,786 / 24,786                           | $1,926,753  |
| 11 agosto 2019    | Newark            | Stati Uniti   | Prudential Center                      | Alessia Cara       | 24,786 / 24,786                           | $1,926,753  |
| 13 agosto 2019    | Washington        | Stati Uniti   | Capital One Arena                      | Alessia Cara       | 14,114 / 14,114                           | $1,076,880  |
| 15 agosto 2019    | Boston            | Stati Uniti   | TD Garden                              | Alessia Cara       | 24,948 / 24,948                           | $1,875,446  |
| 16 agosto 2019    | Boston            | Stati Uniti   | TD Garden                              | Alessia Cara       | 24,948 / 24,948                           | $1,875,446  |
| 18 agosto 2019    | Ottawa            | Canada        | Canadian Tire Centre                   | Alessia Cara       | 12,852 / 12,852                           | $891,606    |
| 20 agosto 2019    | Montreal          | Canada        | Bell Centre                            | Alessia Cara       | 27,896 / 27,896                           | $2,098,068  |
| 21 agosto 2019    | Montreal          | Canada        | Bell Centre                            | Alessia Cara       | 27,896 / 27,896                           | $2,098,068  |
| 23 agosto 2019    | Brooklyn          | Stati Uniti   | Barclays Center                        | Alessia Cara       | 27,482 / 27,482                           | $2,037,257  |
| 24 agosto 2019    | Brooklyn          | Stati Uniti   | Barclays Center                        | Alessia Cara       | 27,482 / 27,482                           | $2,037,257  |
| 27 agosto 2019    | Columbus          | Stati Uniti   | Nationwide Arena                       | Alessia Cara       | 12,435 / 12,435                           | $824,887    |
| 28 agosto 2019    | Filadelfia        | Stati Uniti   | Wells Fargo Center                     | Alessia Cara       | 14,266 / 14,266                           | $1,087,128  |
| 30 agosto 2019    | Uncasville        | Stati Uniti   | Mohegan Sun Arena                      | Alessia Cara       | 11,197 / 11,197                           | $1,055,302  |
| 31 agosto 2019    | Uncasville        | Stati Uniti   | Mohegan Sun Arena                      | Alessia Cara       | 11,197 / 11,197                           | $1,055,302  |
| 6 settembre 2019  | Toronto           | Canada        | Rogers Centre                          | Alessia Cara       | 50,722 / 50,722                           | $3,443,823  |
| Asia              |                   |               |                                        |                    |                                           |             |
| 25 settembre 2019 | Seul              | Corea del Sud | Olympic Gymnastics Arena               | N.D.               | 9,910 / 9,910                             | $920,599    |
| 28 settembre 2019 | Shanghai          | Cina          | Mercedes-Benz Arena                    | N.D.               | 10,371 / 10,371                           | $1,027,360  |
| 1º ottobre 2019   | Bangkok           | Thailandia    | IMPACT Arena                           | N.D.               | 9,033 / 9,033                             | $962,333    |
| 4 ottobre 2019    | Singapore         | Singapore     | Singapore Indoor Stadium               | N.D.               | 8,619 / 8,619                             | $991,598    |
| 5 ottobre 2019    | Kuala Lampur      | Malaysia      | Axiata Arena                           | N.D.               | 9,528 / 9,528                             | $837,343    |
| 8 ottobre 2019    | Bogor             | Indonesia     | Sentul International Convention Center | N.D.               | 9,932 / 9,932                             | $1,114,132  |
| 10 ottobre 2019   | Manila            | Filippine     | Mall of Asia Arena                     | N.D.               | 9,291 / 9,291                             | $884,741    |
| 13 ottobre 2019   | Macao             | Macao         | Cotai Arena                            | N.D.               | 9,638 / 9,638                             | $995,956    |
| 16 ottobre 2019   | Yokohama          | Giappone      | Yokohama Arena                         | N.D.               | 12,134 / 12,134                           | $1,423,318  |
| Oceania           |                   |               |                                        |                    |                                           |             |
| 23 ottobre 2019   | Perth             | Australia     | RAC Arena                              | Dan + Shay         | 12,223 / 12,477                           | $889,924    |
| 26 ottobre 2019   | Adelaide          | Australia     | Adelaide Entertainment Centre          | Dan + Shay         | 6,893 / 6,893                             | $499,967    |
| 29 ottobre 2019   | Melbourne         | Australia     | Rod Laver Arena                        | Dan + Shay         | 35,640 / 35,640                           | $2,652,548  |
| 30 ottobre 2019   | Melbourne         | Australia     | Rod Laver Arena                        | Dan + Shay         | 35,640 / 35,640                           | $2,652,548  |
| 31 ottobre 2019   | Melbourne         | Australia     | Rod Laver Arena                        | Dan + Shay         | 35,640 / 35,640                           | $2,652,548  |
| 2 novembre 2019   | Sydney            | Australia     | Qudos Bank Arena                       | Dan + Shay         | 26,918 / 26,918                           | $2,204,040  |
| 3 novembre 2019   | Sydney            | Australia     | Qudos Bank Arena                       | Dan + Shay         | 26,918 / 26,918                           | $2,204,040  |
| 6 novembre 2019   | Brisbane          | Australia     | Brisbane Entertainment Centre          | Ruel               | 8,201 / 8,201                             | $563,982    |
| 9 novembre 2019   | Auckland          | Nuova Zelanda | Spark Arena                            | Ruel               | 11,456 / 11,456                           | $856,211    |
| Sud America       |                   |               |                                        |                    |                                           |             |
| 29 novembre 2019  | San Paulo         | Brasile       | Allianz Parque                         | Lagum              | 33,569 / 33,569                           | $2,287,970  |
| 3 dicembre 2019   | Rio de Janeiro    | Brasile       | Jeunesse Arena                         | Lagum              | 9,942 / 9,942                             | $683,915    |
| 6 dicembre 2019   | Buenos Aires      | Argentina     | Buenos Aires Arena                     | Chule Von Wernich  | 19,475 / 19,475                           | $1,110,190  |
| 7 dicembre 2019   | Buenos Aires      | Argentina     | Buenos Aires Arena                     | Chule Von Wernich  | 19,475 / 19,475                           | $1,110,190  |
| 10 dicembre 2019  | Santiago          | Cile          | Movistar Arena                         | N.D.               | 21,455 / 21,455                           | $1,435,220  |
| 11 dicembre 2019  | Santiago          | Cile          | Movistar Arena                         | N.D.               | 21,455 / 21,455                           | $1,435,220  |
| 14 dicembre 2019  | Lima              | Perù          | Jockey Club Parcela H                  | Clara Yolks        | 15,769 / 15,769                           | $927,147    |
| 17 dicembre 2019  | Monterrey         | Messico       | Auditorio Citibanamex                  | N.D.               | 6,138 / 6,138                             | $671,072    |
| 19 dicembre 2019  | Città del Messico | Messico       | Palacio de los Deportes                | N.D.               | 42,860 / 43,489                           | $3,296,717  |
| 20 dicembre 2019  | Città del Messico | Messico       | Palacio de los Deportes                | N.D.               | 42,860 / 43,489                           | $3,296,717  |
| 21 dicembre 2019  | Città del Messico | Messico       | Palacio de los Deportes                | N.D.               | 42,860 / 43,489                           | $3,296,717  |
| Totale            | Totale            | Totale        | Totale                                 | Totale             | 1,314,973 / 1,315,856 (99.93%)            | $96,697,569 |